# Крупко Юрій Юрійович
Юрій Юрійович Крупко — полковник ЗСУ, учасник російсько-української війни. Командир 127-ї окремої бригади територіальної оборони .

## Життєпис
Служив командиром 1-го батальйону 28-ї механізованої бригади . Пізніше у 2017-му році служив заступником командира 28 ОМБр 
В 2023 став командиром 127-ї окремої бригади територіальної оборони 

## Нагороди
- Орден Богдана Хмельницького III ступеня (11 грудня 2022) [5]